# 시상하부

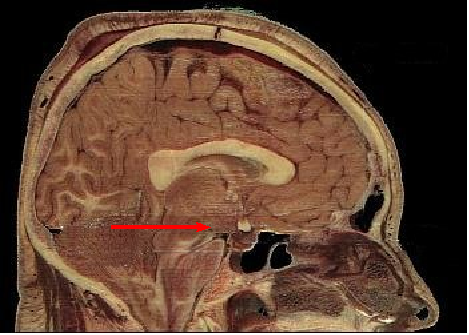
화살표 부분이 시상하부

붉은색 부분이 시상하부

시상하부(視床下部, hypothalamus)는 2개의 시상 사이 아래에 위치해 있으며, 뇌간 바로 위에 있다. 시상하부는 해부학적으로 사이뇌(간뇌, diencephalon)를 이루며 양 시상아래 복측(ventral part) 중심에 위치한다. 모든 척추동물의 뇌는 시상하부를 가지고 있으며, 사람의 경우, 이것은 거의 아몬드 정도의 크기이다.
시상하부의 가장 중요한 기능 중 하나는 뇌하수체(pituitary gland)를 경유하여 신경계(nervous system)와 내분비계(endocrine system)를 연결하는 것이다.
시상하부는 대사과정과 자율신경계(autonomic nervous system)의 활동을 관장한다. 또한 신경호르몬(neurohormones)들을 합성하고 분비하며 이들은 차례로 뇌하수체 호르몬(pituitary hormones)들의 분비를 자극하거나 억제한다. 따라서 시상하부(Hypothalamus)는 체온, 배고픔, 갈증, 피로, 수면 그리고 일주기 생체 리듬을 조절한다.

## 시상하부의 위치와 구조
시상하부(Hypothalamus)는 뚜렷한 핵(nuclei)과 더불어 더 적은 해부학 상으로 분명한 지역으로 구성된 뇌 구조를 가지고 있다. 이것은 모든 척추동물의 신경계에서 발견할 수 있다. 시상하부는 시상(thalamus)의 바로 밑에 있으며, 제3뇌실의 벽을 따라서 존재한다. 이는 누두경(infundibulum)을 통해 뇌하수체의 줄기와 연결되며, 뇌하수체는 입 천장 바로 위, 즉 뇌의 바닥 및 두개골의 경계 영역인 뇌하수체오목에 감싸여있다. 시상하부는 뇌 전체 질량의 1%에 불과한 덩어리임에도 불구하고 신체의 생리작용에 커다란 영향을 미친다.

### 형태와 구조
시상하부는 뇌의 배쪽면에서만 관찰할 수 있으며 시각교차와 다리사이오목 사이, 시상하부고랑 아래에 위치한다.
뇌의 배쪽표면에서 관찰할 수 있는 시상하부의 구조는 깔때기, 회색융기, 유두체, 시각교차와 대뇌동맥고리가 있다.
깔때기는 뇌하수체줄기로 뇌하수체문맥혈관을 포함한다. 시각로위뇌하수체로 및 결절뇌하수체로를 포함한다.
회색융기는 깔때기와 유두체 사이의 튀어나온 부분이며 활꼴핵을 지니는 정중융기를 포함한다. 또한 유두체핵을 포함하는 유두체과 시각교차, 대뇌동맥고리가 위치한다.

## 시상하부와 신경세포와의 연결

### 구심성 신경섬유
여러 생리적 기능이 종합적으로 조절되는 중추인 시상하부는 다양한 운동, 감각 및 여러 뇌 영역으로부터 신경입력을 받게 된다.
① 체강과 내장 구심성(Somatic and visceral afferents)
② 시각적 구심성(Visual afferent)
③ 후각(Olfaction)
④ 청각적 구심성(Auditor afferents)
⑤ 피질시상하부 구심성(Corticohypothalamic afferents)
⑥ 해마시상하부 섬유(Hippocampohypothalamic fibers)
⑦ 편도체시상하부 섬유(Amygdalohypothalamic fibers)
⑧ 시상시상하부 섬유(Thalamohypothalamic fibers)
⑨ 외피 섬유(Tegmental fibers)

### 원심성 신경섬유
시상하부로부터의 직접적인 신경출력은 크게 네 가지로 구분되는데, 뇌간과 척수, 시상, 피개 및 변연계로 직접적인 신경 출력이 이루어진다.
① 간뇌와 척수로의 내림섬유(Descending fibers to the brainstem and spinal cord)
② 유두시상 다발(Mammillothalamic tract)
③ 유두피개 다발(Mammillotegmental tract)
④ 번연계로의 다중경로(Multiple pathways to the limbic system)

## 주요 시상하부 신경핵의 기능
① 시교차상 핵(Suprachiasmatic nucleus) : 일주기 리듬의 조절
② 시상하부 측면 핵(Lateral hypothalamic nuclei) : 물의 섭취 증가(thirst center), 음식 섭취 증가(hunger center)
③ 시상하부 내측 핵(Medial hypothalamic nuclei) : 음식 섭취 감소(satiety center)
④ 시상하부 앞쪽 핵(Anterior hypothalamic nuclei) : 체온 조절(추위에 반응)
⑤ 시상하부 뒤쪽 핵(Posterior hypothalamic nuclei) : 체온 조절(추위에 반응)
⑥ 시삭전과 앞쪽 핵(Preoptic and anterior nuclei) : 부교감 신경계 조절
⑦ 뒤쪽과 측면 핵(Posterior and lateral nuclei) : 교감 신경계 조절
⑧ 시삭상핵(supraoptic nucleus) : 바소프레신(vasopressin) 합성(항이뇨 호르몬)
⑨ 실방핵(Paraventricular nucleus) : 옥시토신(oxytocin) 합성

## 시상하부의 주요 기능

### 자율신경 조절
시상하부는 모든 내장활성과 몇 가지 몸기능을 조절하는 주된 겉질아래중추이며, 일차적으로 뇌줄기와 척수의 자율중추의 조절자로서의 역할을 한다. 앞시상하부(anterior hypothalamus : 시각로앞과 시각로위 영역)는 부교감신경을 흥분(혹은 교감신경의 억제) 시키는 역할을 한다. 뒤시상하부(posterior hypothalamus)는 교감신경을 흥분시키는 역할을 한다.

### 뇌하수체 조절
신경뇌하수체 호르몬(neurohypophysis hormone)은 시상하부에서 합성되고, 뇌하수체 앞엽의 호르몬 생산은 시상하부에서 생산된 호르몬들에 의하여 조절된다. 앞엽의 호르몬 중 일부는 다른 내분비기관에 작용하거나 이 기관과 상호작용한다. 따라서 시상하부 신경 세포의 신경분비(neurosecretion) 기능을 통해 뇌가 내분비계통의 대부분을 조절할 수 있다.
| 시상하부에서 규제되는 호르몬 | 뇌하수체 전엽 호르몬                                                                        | 기능적 결과                                                  |
| --- | ------------------------------------------------------------------------------------------- | ------------------------------------------------------------ |
| 성장호르몬-방출호르몬 Growth hormone-releasing hormone(GHRH)                                                                                | 성장호르몬(GH)                                                                              | 뼈끝연골에서 수직 성장을 자극                                |
| 성장호르몬-억제호르몬 Growth hormone-inhibiting hormone(GHIH)                                                                               | 성장호르몬(생산감소)                                                                        | 뼈끝연골에서 수직 성장을 감소                                |
| 프로락틴 방출 호르몬 Prolactin-releasing hormone(PRH)                                                                                       | 프로락틴 (Prolactin)                                                                        | 젖 분비 자극                                                 |
| 프로락틴 억제 호르몬 Prolactin-inhibiting hormone(PIH)                                                                                      | 프로락틴(생산감소)                                                                          | 젖 분비 감소                                                 |
| 코르티코트로핀 방출 호르몬 Corticotripin-releasing hormone(CRH)                                                                             | 부신피질자극호르몬 Adrenocorticotropic hormone(ACTH)                                        | 코르티코스테로이드와 성 호르몬 생성을 위한 부신 자극         |
| 갑상선 자극 호르몬 방출 호르몬 Thyrotropin-releasing hormone(TRH)                                                                           | 갑상선자극호르몬 Thyroid-stimulating hormone(TSH)                                           | 티록신(thyroxine)을 생산하는 갑상선 자극                     |
| 황체형성호르몬 방출호르몬 Luteinizing hormone-releasing hormone(LHRH) 여포자극호르몬 방출호르몬 Follicle-stimulating releasing hormone(FRH) | 황체형성호르몬 (Luteinizing hormone, LH), 여포자극호르몬 Follicle-stimulating hormone, FSH) | 난소의 여포를 자극하고 에스트로겐과 프로게스테론을 생산한다. |

### 체온조절
시삭전영역에는 체온의 상승에 민감한 영역이 있다. 이와 같은 정보는 말초의 온도 수용기로부터 오는 흥분충동을 전달하는 신경로에 의해 시삭전영역에 도달한다. 이 영역에는 혈액의 온도 상승에 민감한 신경원도 함유되어 있다. 이 영역을 손상하면 열중증(hyperthermia)이 일어난다. 유도체의 배측 방향의 영역은 혈액의 온도저하에 민감하다. 이 영역을 손상하면 추운 환경에 체온을 적당히 유지할 수 없게 된다.

### 음식물 섭취와 수분대사의 조절
시상하부 복내측핵을 손상하면 음식물의 섭취량이 극단적으로 증가하지만(폭식, hyperphagia), 시상하부 외측부를 손상하면 음식물의 섭취량이 현저히 감소한다(절식, hypophagia). 이와 같은 현상에는 상호 연락하는 2개의 중추(복내측핵-섭식중추 satiety center와 시상하부 외측부-섭식중추 feeding center)가 관여하고 있다.(food thermostat).
시삭상핵 뇌하수체로 또는 식상상핵을 손상하면 요붕증(diabetes insipidus)이 일어난다. 요붕증에는 ADH(항이뇨호르몬, antidiuretic hormone) 부족으로 극히 밀도가 낮은 오줌의 대량 배출되는 것이 특징이다. ADH는 주로 세뇨관 원위부에 작용해서 수분흡수를 조절하고 혈액의 수분수준의 변동을 좁은 범위에서 갖게 된다. 시삭 상핵 신경원은 동맥혈 삼투압의 변화에 반응하는 삼투압 수용기 osmoreceptor이다.

### 정서와 행동
정서적 경험과 관련된 행동양식에는 크게 주관적인 느낌과 객관적인 육체적 표현이란 두 가지의 일반적 유형이 있다. 이중 특히 우울함에서 도취감까지 정서의 주관적인 면은 대뇌 겉질과 직접적으로 연관되어 있고, 많은 객관적 육체적 표현은 대부분 시상하부에 의해 매개되고 자율신경계통의 활성이 항진됨으로써 인지된다. 이러한 반응으로는 혈압과 심장박동의 변화, 얼굴의 홍조와 창백, 입안의 건조, 동공의 확대, 차가운 발한, 행복 혹은 슬픔에 의한 눈물 및 혈당치의 변화 등이 있다. 사람의 경우 시상하부를 자극하면 어떤 정신적인 변화 없이 혈압과 심장박동의 변화를 야기 시킬 수 있다고 알려져 있다.

## 시상하부와 연관된 질병
시상하부는 부위에 따라 기능이 다르고 장애 부위에 따라 여러 가지 증상이 나타난다.
시상하부 전체가 장애되면 스트레스에 의한 시상하부로 가는 자극이 장애되어 위출혈, 기타(심장혈관질환, 천식, 섭식장애 등) 증상이 나타나고 Cushing의 궤양(뇌혈관장애 등, 각종중추신경질환)을 일으킨다.
1. 비만과 쇠약증(Obesity and Wasting) : 시상하부의 복내측 핵을 파괴하면 다식을 하게 되어 동물은 비만해진다. 또 그 외측부를 파괴하면 먹지 않게 되고, 이 부분을 자극하면 반대로 다식하게 된다. 그래서 외측 시상하부에 공복중추가 있고, 내측 시상하부에 만복중추가 있고, 이것들은 혈액 중의 당의 증감에 따라 활성화하는 것으로 생각된다.
2. 고체온증과 저체온증(Hyperthermia and Hypothermia) : 시상하부전반부 장애는 체온중추가 장애되어 고체온증(hyperthermia)이 나타나고, 시상하부 후반부 장애는 저체온(hypothermia) 또는 변온증(poikilothermia)이 나타나며 모두 뇌출혈, 거미막하출혈, 수막염, 시상하부의 수술 등으로 인해 발생한다.
3. 요붕증(Diabetes insipidus) : 시각상핵(supraoptic nucleus)과 실방핵(paraventricular nucleus) 장애는 ADH 분비장애로 물을 많이 마시고 오줌을 많이 배설하는 요붕증을 일으킨다.
4. 수면질환(Disturbances of Sleep) : 시상하부는 각성상태와 연관성을 지니며, 수면-각성주기에서도 일부의 기능을 담당한다. 원숭이나 고양이에게서 유두체의 뒤가쪽과 아래쪽을 제거하면 동물이 무기력하고 무감각해지며 졸리게 된다. 시상하부를 자극하면 졸음이나 수면을 유도할 수 있다.
5. 정신질환(Emotional disorders)

## 같이 보기
- 시상
- 뇌하수체
- 변연계
- 시상상부 (epithalamus)
- 시상밑부 (subthalamus)